# Rainbow Theatre

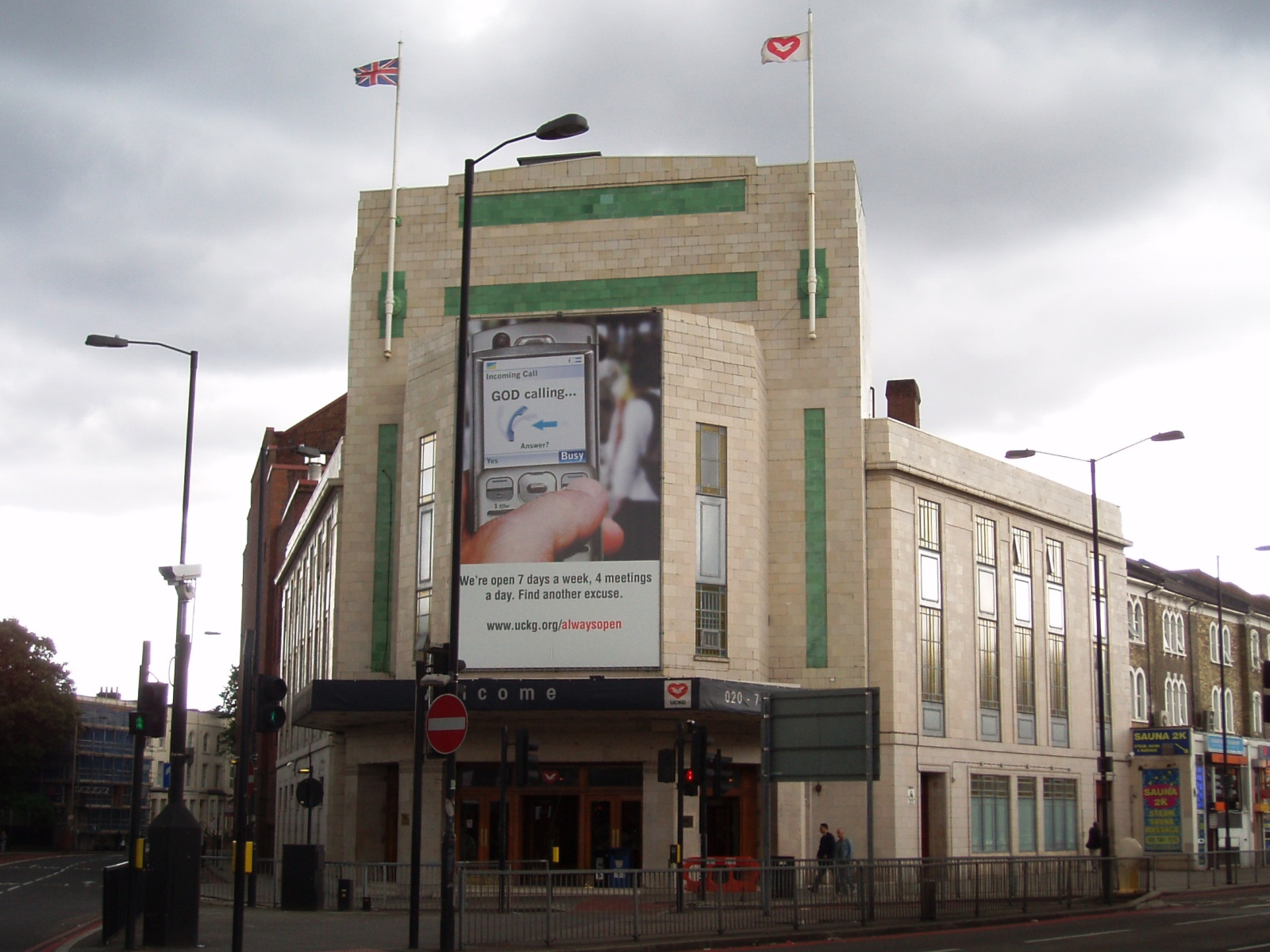
Le Rainbow Theatre en 2008

Le Rainbow Theatre, à l'origine connu sous le nom de Finsbury Park Astoria, est un bâtiment classé Grade II à Finsbury Park, à Londres. Le bâtiment est construit en 1930 en tant que cinéma. Il devient plus tard une salle de concert. Aujourd'hui, le bâtiment est utilisé par l'Église Universelle du Royaume de Dieu, une église évangélique.

## Histoire
L'ancien régisseur Rick Burton a publié un site Web avec l'historique détaillé des concerts joués au Rainbow Theatre.

### Cinéma
Lors de son ouverture en 1930, le Finsbury Park Astoria est l'un des plus grands cinémas au monde. Situé à la jonction d'Isledon Road et de Seven Sisters Road sur un site insulaire, il s'agit du quatrième des célèbres théâtres Astoria de la banlieue londonienne construits par le présentateur de films Arthur Segal. Les trois autres Astoria se trouvaient à Streatham, Old Kent Road et Brixton. Le Finsbury Park Astoria ouvre ses portes le 29 septembre 1930 et est utilisé comme cinéma jusqu'en septembre 1971, date à laquelle il est définitivement reconverti en salle de concerts, bien que des concerts de rock y aient été organisés tout au long des années 1960.
L'extérieur en faïence unie, conçu par Edward A. Stone, sert de repoussoir à un somptueux « intérieur atmosphérique » de Somerford & Barr, avec une décoration réalisée par Marc-Henri et G. Laverdet. Un foyer mauresque avec une fontaine remplie de poissons rouges (qui survit aujourd'hui) a conduit à un auditorium rappelant un village andalou la nuit, avec 3040 places assises. La scène, de 11 mètres de profondeur et enjambé par une arche de 20 mètres, est équipée d'une double console Compton-3 manuel / 13-rang orgue de théâtre (ouvert par GT Pattman). En coulisses, il y a 12 loges. La soirée d'ouverture a présenté par Ronald Colman dans Condemned et un spectacle de gala, avec des artistes des autres théâtres Astoria faisant un engagement spécial sur scène.
En décembre 1930, l'Astoria est repris par Paramount Pictures. Il est repris, le 27 novembre 1939, par Odeon Theaters Ltd d'Oscar Deutsch.

### Salle de concert: années 1960
Des concerts d'une nuit ont eu lieu sur scène dans les années 1960, le bâtiment devenant l'une des premières salles de concert de la capitale. Le spectacle de Noël des Beatles y est présenté du 24 décembre 1963 au 11 janvier 1964.
C'est dans ce théâtre que Jimi Hendrix brûle pour la première fois une guitare, avec la complicité de son manager Chas Chandler et d'un journaliste de NME. Hendrix met le feu à sa guitare Fender Stratocaster le 31 mars 1967, lors de la soirée d'ouverture de la tournée des Walker Brothers ; les doigts brûlés d'Hendrix ont dû être soignés à l'hôpital.
L'album des Beach Boys Live In London a été enregistré ici en 1968.

### Salle de concert: années 1970-80
Le 4 Novembre 1973 démarre un concert comprenant deux groupes, Pink Flody et The soft machine.
Le 4 Juin 1977 C'est au tour de Bob Marley & the Wailers d'y faire un concert 

### Salle de boxe
À la suite de la fermeture du Rainbow Theatre le 24 décembre 1981, il a été désigné bâtiment classé, mais est resté vide et en grande partie désaffecté pendant les 14 années suivantes. Il est utilisé occasionnellement dans des matchs de boxe sans licence, notamment en avril 1986 lorsque Lenny McLean bat Roy Shaw lors d'un KO dramatique au premier tour.

### Église
En 1995, le bâtiment est repris par ses propriétaires actuels, l'Église universelle du Royaume de Dieu, une église pentecôtiste brésilienne. Ils ont alors entrepris des travaux de restauration du bâtiment et sa transformation en église. La restauration de l'auditorium est la dernière phase à être achevée, en 1999, et le théâtre est maintenant la base principale de l'UCKG au Royaume-Uni.

## Autres sources
- Richard Gray, Cinemas In Britain – One Hundred Years of Cinema Architecture, Lund Humphries, 1996 (ISBN 0853316856)
- « News »